# Jack Casady
Jack Casady (ur. 13 kwietnia 1944 w Waszyngtonie) – amerykański muzyk rockowy, basista związany z gatunkami acid rock, psychodeliczny rock i blues rock. 

## Życiorys
Przez wiele lat grał w zespole Jefferson Airplane. Wraz z kolegą z tej formacji, Jormą Kaukonenem, założył także blues rockowy zespół Hot Tuna. W 1968 roku brał gościnnie udział w nagrywaniu albumu Electric Ladyland Jimiego Hendriksa. Wystąpił też z Hendriksem 10 października 1968 r. w Winterland w San Francisco, gdzie grał na basie podczas pierwszego występu w utworach Killing Floor i Hey Joe, a także w Oakland 27 kwietnia 1969 r., gdy zagrał na basie w utworze Voodoo Child (Slight Return).